# 맥스웰 하우스
맥스웰 하우스(Maxwell House)는 몬덜리즈 인터내셔널의 커피 브랜드이다.

## 히스토리
맥스웰 하우스(Maxwell House)는 크래프트 하인즈(Kraft Heinz)의 같은 이름의 부서에서 제조한 미국 커피 브랜드로 잘 알려져있다. 도매 식료품점  조엘 오슬리 칙(Joel Owsley Cheek)이 1892년에 소개한 이 커피브랜드는 첫 번째 주요 납품 고객이었던 테네시주, 내슈빌에 있는 현재는 사라진 멕스웰하우스호텔(Maxwell House Hotel)의 이름을 따서 명명되었다. 거의 100년 동안 1980년대 후반까지 미국에서 가장 많이 판매된 커피 브랜드가 되었다. 회사의 슬로건은 시어도어 루스벨트의 "Good to the last drop!"(마지막 한 방울까지 맛있다!)는 호평에서 유래하는 것으로 알려져있으며, 이는 회사 로고에 그래픽적으로 통합되고 레이블에 인쇄되어왔다.

## 한국버전
한국에서는 동서식품이 1970년 이후로 론칭해 현재 50년의 릴리즈 역사를 보유하고 있다.

## 같이 보기
- 네스카페